# Aporosa pseudoficifolia
Aporosa pseudoficifolia är en emblikaväxtart som beskrevs av Ferdinand Albin Pax och Käthe Hoffmann. Aporosa pseudoficifolia ingår i släktet Aporosa och familjen emblikaväxter. Inga underarter finns listade i Catalogue of Life.